# Communauté de communes du Sud Corrézien
La communauté de communes du Sud Corrézien est une ancienne communauté de communes française, située dans le département de la Corrèze et la région Nouvelle-Aquitaine.

## Composition
Elle regroupe les 13 communes du canton de Beaulieu-sur-Dordogne :
| Nom                           | Code Insee | Gentilé        | Superficie (km2) | Population (dernière pop. légale) | Densité (hab./km2) |
| ----------------------------- | ---------- | -------------- | ---------------- | --------------------------------- | ------------------ |
| Beaulieu-sur-Dordogne (siège) | 19019      | Bellocois      | 16,89            | 1 184 (2014)                      | 70                 |
| Astaillac                     | 19012      | Astaillacois   | 7,35             | 227 (2014)                        | 31                 |
| Bilhac                        | 19026      | Bilhacois      | 6,99             | 196 (2014)                        | 28                 |
| Brivezac                      | 19032      | Brivezacois    | 8,24             | 173 (2014)                        | 21                 |
| La Chapelle-aux-Saints        | 19044      | Capeloux       | 4,72             | 252 (2014)                        | 53                 |
| Chenailler-Mascheix           | 19054      |                | 15,82            | 196 (2014)                        | 12                 |
| Liourdres                     | 19116      | Liourdrais     | 5,91             | 253 (2014)                        | 43                 |
| Nonards                       | 19152      | Nonardais      | 11,10            | 464 (2014)                        | 42                 |
| Puy-d'Arnac                   | 19169      | Puy d'Arnacois | 12,27            | 280 (2014)                        | 23                 |
| Queyssac-les-Vignes           | 19170      |                | 11,13            | 212 (2014)                        | 19                 |
| Sioniac                       | 19260      | Sioniacois     | 10,60            | 248 (2014)                        | 23                 |
| Tudeils                       | 19271      | Tudeillois     | 9,55             | 248 (2014)                        | 26                 |
| Végennes                      | 19280      | Végennois      | 10,11            | 171 (2014)                        | 17                 |

## Liste des présidents successifs
| Période                                  | Période | Identité         | Étiquette | Qualité |
| ---------------------------------------- | ------- | ---------------- | --------- | ------- |
| 2002                                     | 2008    | Gérard Lavastrou |           |         |
| 2008                                     | 2014    | Bernard Reynal   |           |         |
| Les données manquantes sont à compléter. |         |                  |           |         |